# Ematurga atomarius
Ematurga atomarius är en fjärilsart som beskrevs av Edward Meyrick 1895. Ematurga atomarius ingår i släktet Ematurga och familjen mätare. Inga underarter finns listade i Catalogue of Life.